# Districtes d'Israel

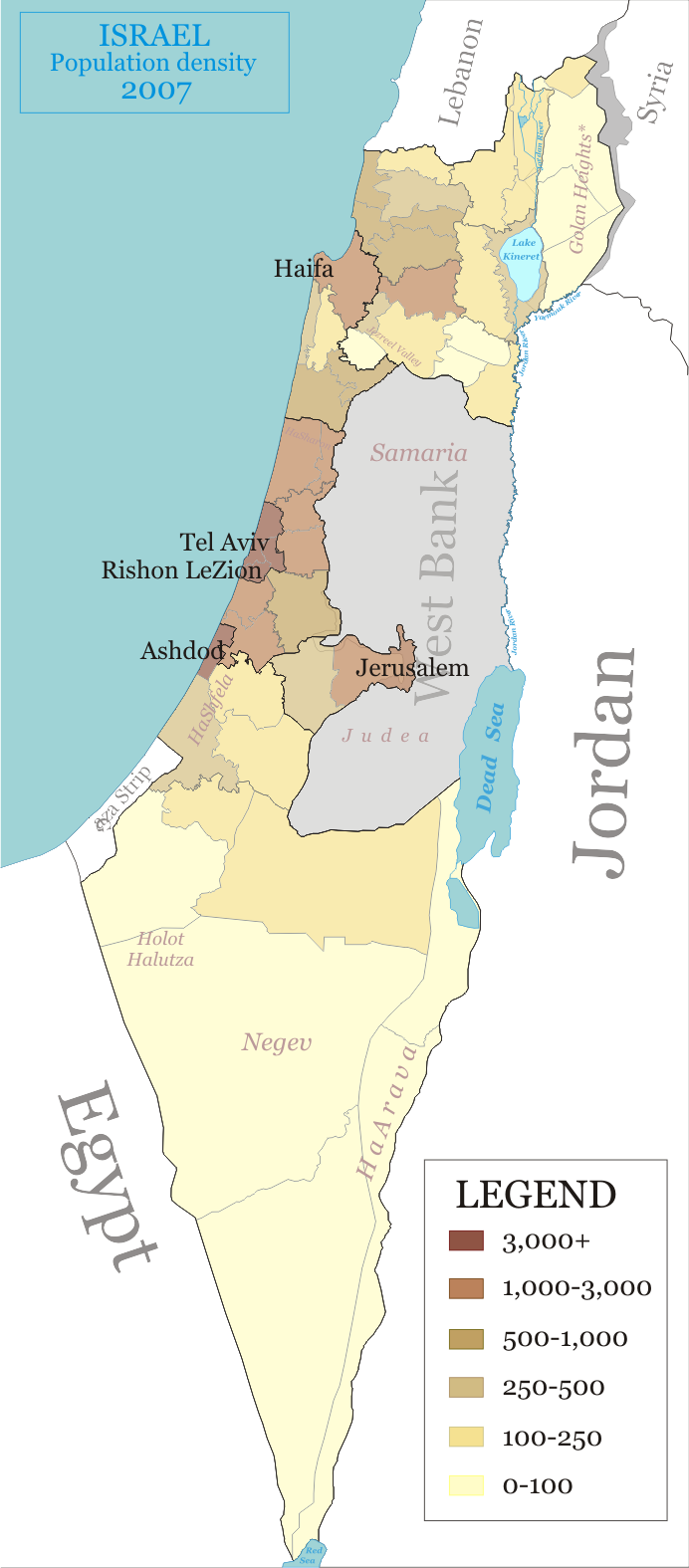
Densitat de població per regió geogràfica, subdistricte i districte (vora més gruixuda indica major nivell).

Hi ha sis principals districtes administratius d'Israel, coneguts en hebreu com mehozot (מחוזות; singular: mahoz) i en àrab com mintaqa i quinze subdistrictes coneguts com a nafot (נפות; singular: nafa). Cada subdistricte es divideix posteriorment en regions naturals, de les quals n'hi ha 50.
Les xifres contingudes en aquest article es basen en xifres de l'Oficina Central d'Estadístiques d'Israel, per la qual cosa inclouen tots els territoris sota autoritat civil israeliana, inclosos els territoris ocupats per Israel, quan escau. Per tant, el subdistricte del Golan i les seus quatre regions naturals s'inclouen en el nombre de sub-districtes i regions naturals, encara que no és reconeguda per les Nacions Unides o la comunitat internacional com a territori israelià. De la mateixa manera, la xifra de població per al Districte de Jerusalem s'ha calculat incloent Jerusalem Est l'annexió del qual per part d'Israel no és reconeguda per les Nacions Unides i la comunitat internacional. L'Àrea de Judea i Samaria, no s'inclou en el nombre de districtes i subdistrictes, ja que Israel no ha aplicat la seva jurisdicció civil en aquesta part de Cisjordània.

## Districte Central
Districte Central (Mehoz HaMerkaz). Població: 1,770,000
Districte capital: Ramla
- Xaron (subdistricte) població: 389,600
- Pétah Tiqvà (subdistricte) població: 604,600
- Ramla (subdistricte) població: 282,800
- Rehovot (subdistricte) - població: 493,000

## Districte de Haifa
Districte de Haifa (Mehoz Heifa). Població: 880,700
Districte capital: Haifa
- Haifa (subdistricte) - població: 529,300
- Hadera (subdistricte) -població: 351,400

## Districte de Jerusalem
Districte de Jerusalem (Mehoz Yerushalayim). Població: 907,300
Districte capital: Jerusalem

## Districte del Nord
Districte del Nord (Mehoz HaTzafon). Població: 1,241,900
Districte capital: Natzaret
- Safed (subdistricte) - població: 100,500
- Kinneret (subdistricte) - població: 100,300
- Yizre'el (subdistricte) - població: 444,400
- Akko (subdistricte) - població: 555,300
- Golan (subdistricte)[2] - població:. 41000.[3]

## Districte del Sud
Districte del Sud (Mehoz HaDarom). Població: 1,201,200
Districte Capital: Beerxeba
- Ascaló (subdistricte) - població: 456,000
- Beerxeba (subdistricte) - població: 565,300

Anteriorment Consell Regional Hof Aza, amb una població de prop de 10.000 colons israelians, va formar part d'aquest districte, però els assentaments que el formaven van ser evacuats quan el pla de desconnexió es va posar en pràctica a la Franja de Gaza. Actualment, només l'Administració de Coordinació i Enllaç hi manté activitats.

## Districte de Tel-Aviv
Districte de Tel-Aviv (Mehoz Tel Aviv). Population: 1,227,900
Districte capital: Tel-Aviv

## Àrea de Judea i Samaria
Àrea de Judea i Samaria (Yehuda ve-Shomron). Població: 327,750
Ciutat amb més població de la regió: Modiín Il·lit
Aquesta àrea és la classificació geogràfica d'una àrea pertanyent a les antigues regions israelianes de Judea i Samaria. La zona ha estat sota control israelià des de la Guerra dels Sis Dies del 1967, però no ha estat annexionada per Israel, pendent de les negociacions relatives al seu estatus. Molts israelians consideren que és part de la Terra d'Israel, però no es considera part d'Israel per cap nació o l'ONU.